# Beringen, Bỉ
Beringen là một đô thị tọa lạc ở tỉnh Limburg.  Đô thị Beringen bao gồm thị trấn Beringen và các làng cũ Beverlo, Koersel, và Paal.
Khu vực này đã có người từ thời kỳ Celt, với bằng chứng là các hiện vật khảo cổ tìm thấy năm 1995 bao gồm các đồng tiền xu bằng vàng và các hiện vật khác.
Theo chỉ dẫn của André Dumont, người ta đã khoan thấy than đá ở Campine năm 1901, dẫn đến việc khai thác than ở nhiều mỏ trong khu vực này. Mỏ than cuối cùng đã bị đóng cửa ở khu vực này vào ngày 28 tháng 10 năm 1989.

## Cư dân nổi tiếng
- Jo Vandeurzen, nhà chính trị (sinh năm 1958)
- Ingrid Berghmans, judoka (sinh năm 1961)
- Mauro Pawlowski, musician (sinh năm 1971)